# Campionati mondiali di sollevamento pesi 2017 - 53 kg femminile
Le gare di sollevamento pesi della categoria fino a 53 kg femminile — pesi piuma — dei campionati mondiali del 2017 si sono svolte dal 29 al 30 novembre 2017 ad Anaheim presso l'Anaheim Convention Center Arena.
Nel marzo 2019, il Comitato Olimpico di Taipei Cinese rivelò che Hsu Shu-ching venne sottoposta a un test antidoping prima dei campionati mondiali, dove non concluse la gara ma si classificò al secondo posto nello strappo. Il suo campione risultò positivo a una sostanza vietata nel gennaio 2018 e il CTOC la squalificò per tre anni dalle competizioni. Il risultato del test non venne reso pubblico fino al marzo del 2019, dopo che l'Agenzia mondiale antidoping (WADA) stabilì un termine entro il quale il Comitato Olimpico di Taipei Cinese avrebbe diffuso le informazioni. La medaglia d'argento nello strappo fu riassegnata successivamente alla turkmena Kristina Şermetowa.

## Programma
L'orario indicato corrisponde a quello californiano (UTC–08:00)
| Data             | Orario | Evento   |
| ---------------- | ------ | -------- |
| 29 novembre 2017 | 08:55  | Gruppo B |
| 30 novembre 2017 | 17:25  | Gruppo A |

## Medagliate
Per ciascun esercizio, le prime tre classificate sono le seguenti:
| Esercizio | Oro            | Oro    | Argento            | Argento | Bronzo             | Bronzo |
| --------- | -------------- | ------ | ------------------ | ------- | ------------------ | ------ |
| Strappo   | Sopita Tanasan | 96 kg  | Kristina Şermetowa | 91 kg   | Joanna Łochowska   | 87 kg  |
| Slancio   | Sopita Tanasan | 114 kg | Hidilyn Diaz       | 113 kg  | Kristina Şermetowa | 113 kg |
| Totale    | Sopita Tanasan | 210 kg | Kristina Şermetowa | 204 kg  | Hidilyn Diaz       | 199 kg |

## Record
Prima di questa competizione, i record mondiali esistenti erano i seguenti:
| Record mondiale | Strappo | Li Ping           | 103 kg | Canton, Cina           | 14 novembre 2010  |
| Record mondiale | Slancio | Zul'fija Činšanlo | 134 kg | Almaty, Kazakistan     | 10 novembre 2014  |
| Record mondiale | Totale  | Hsu Shu-ching     | 233 kg | Incheon, Corea del Sud | 21 settembre 2014 |

## Risultati
| Pos. | Atleta                         | Gr. | Peso atleta | Strappo (kg) | Strappo (kg) | Strappo (kg) | Strappo (kg) | Slancio (kg) | Slancio (kg) | Slancio (kg) | Slancio (kg) | Totale |
| Pos. | Atleta                         | Gr. | Peso atleta | 1            | 2            | 3            | Pos.         | 1            | 2            | 3            | Pos.         | Totale |
| ---- | ------------------------------ | --- | ----------- | ------------ | ------------ | ------------ | ------------ | ------------ | ------------ | ------------ | ------------ | ------ |
|      | Sopita Tanasan (THA)           | A   | 52.70       | 91           | 94           | 96           |              | 110          | 114          | 117          |              | 210    |
|      | Kristina Şermetowa (TKM)       | A   | 52.95       | 88           | 91           | 91           |              | 109          | 111          | 113          |              | 204    |
|      | Hidilyn Diaz (PHI)             | A   | 52.94       | 85           | 86           | 90           | 5            | 110          | 113          | 115          |              | 199    |
| 4    | Supattra Kaewkhong (THA)       | A   | 52.56       | 83           | 86           | 87           | 4            | 107          | 111          | 114          | 4            | 198    |
| 5    | Joanna Łochowska (POL)         | A   | 52.81       | 87           | 89           | 89           |              | 108          | 111          | 115          | 5            | 198    |
| 6    | Kanae Yagi (JPN)               | A   | 52.66       | 83           | 85           | 85           | 6            | 107          | 110          | 112          | 7            | 195    |
| 7    | Caitlin Hogan (USA)            | A   | 52.58       | 83           | 86           | 87           | 7            | 102          | 106          | 111          | 6            | 194    |
| 8    | Ana Gabriela López (MEX)       | B   | 52.94       | 80           | 83           | 86           | 8            | 98           | 98           | 101          | 11           | 184    |
| 9    | Letícia Laurindo (BRA)         | A   | 52.94       | 80           | 80           | 87           | 11           | 103          | 103          | 107          | 8            | 183    |
| 10   | Atenery Hernández (ESP)        | B   | 52.59       | 80           | 83           | 83           | 10           | 100          | 100          | 103          | 10           | 183    |
| 11   | Yenny Sinisterra (COL)         | B   | 52.60       | 78           | 81           | 84           | 9            | 95           | 100          | 104          | 13           | 181    |
| 12   | Roilya Ranaivosoa (MRI)        | B   | 52.96       | 75           | 78           | 80           | 13           | 95           | 100          | 100          | 17           | 178    |
| 13   | Khumukcham Sanjita Chanu (IND) | B   | 52.47       | 77           | 80           | 80           | 14           | 95           | 100          | 104          | 14           | 177    |
| 14   | Giorgia Russo (ITA)            | B   | 52.95       | 72           | 75           | 77           | 16           | 100          | 100          | 105          | 15           | 175    |
| 15   | Sarah Øvsthus (NOR)            | B   | 52.50       | 75           | 78           | 80           | 12           | 96           | 96           | 100          | 18           | 174    |
| 16   | Katrine Bruhn (DEN)            | B   | 52.91       | 71           | 74           | 76           | 15           | 89           | 89           | 93           | 20           | 169    |
| 17   | Fraer Morrow (GBR)             | B   | 52.95       | 69           | 72           | 72           | 17           | 87           | 90           | 94           | 19           | 163    |
| 18   | Rachel Hayes (ISR)             | B   | 52.78       | 66           | 69           | 69           | 18           | 85           | 88           | 89           | 21           | 151    |
| —    | Yoon Jin-hee (KOR)             | A   | 52.84       | 85           | 85           | 89           | —            | —            | —            | —            | —            | —      |
| —    | Trần Thị Mỹ Dung (VIE)         | A   | 52.95       | 86           | 87           | 89           | —            | 100          | 105          | 105          | 12           | —      |
| —    | Rosane Santos (BRA)            | A   | 52.84       | 88           | 88           | 90           | —            | 100          | 100          | 107          | 16           | —      |
| —    | Ngô Thị Quyên (VIE)            | B   | 48.73       | 75           | 75           | 75           | —            | 95           | 100          | 103          | 9            | —      |
| DSQ  | Hsu Shu-ching (TPE)            | A   | 52.89       | 90           | 93           | 95           | —            | —            | —            | —            | —            | —      |